# Маккормак, Эрик
Э́рик Дже́ймс Макко́рмак (англ. Eric James McCormack; род. 18 апреля 1963, Торонто, Онтарио, Канада) — канадско-американский актёр.

## Ранние годы
Эрик Джеймс Маккормак родился в Торонто в семье домохозяйки Дорис и финансового аналитика нефтяной компании Кита Маккормака. Эрик — старший из трёх братьев и сестер, у него черокские и шотландские корни. Актёр признает, что в подростковом возрасте он был застенчив и не занимался спортом. Маккормак учился в школе Stephen Leacock Collegiate Institute High School в Скарборо, Онтарио, где и начал свою актёрскую карьеру с выступлений в школьных спектаклях, таких как «Годспелл» и «Пиппин». В том же Скарборо Эрик Маккормак учился в Энциклопедическом колледже сэра Джона А. Макдональда вместе с Дэвидом Фёрнишем. Окончил он его в 1982 году.
Затем Эрик Маккормак поступил в Университет Райерсона, который покинул в 1985 году, за несколько месяцев до его окончания, чтобы принять участие в Шекспировском фестивале в Стратфорде. Там начинающий актёр сыграл в таких постановках, как «Сон в летнюю ночь», «Генрих V», «Убийство в соборе» и «Три сестры».

## Карьера
Дебют Маккормака состоялся в канадском телевизионном фильме «The Boys from Syracuse» (1986). Переехав в Лос-Анджелес, он в 1992 году получил одну из главных ролей в приключенческом фильме «Затерянный мир», который является адаптацией одноимённого романа Артура Конана Дойля. В этом же году он снялся в сиквеле — «Возвращение в затерянный мир». В 1993 году Маккормак сыграл отца героинь Мэри-Кейт и Эшли Олсен в фильме «Страсти-мордасти во второй степени».
Однако популярность к актёру пришла только в конце 1990-х, когда Маккормак получил главную роль в комедийном сериале «Уилл и Грейс», премьера которого состоялась в сентябре 1998 года. Маккормак исполнил роль Уилла Трумана — юриста, а по совместительству — открытого гомосексуала. За хорошую актёрскую игру Эрик был номинирован на пять «Золотых глобусов» и получил премию «Эмми» в 2001 году в категории «Лучший актёр в комедийном телесериале».
Помимо съёмок на телевидении, Маккормак в 2001 году дебютировал на Бродвее в мюзикле «The Music Man». После заключительных серий ситкома «Уилл и Грейс» в 2006 году, Маккормак сыграл ведущую роль в нью-йоркской постановке «Some Girl(s)». Он также снялся в мини-сериале «Штамм „Андромеда“» (2008) и сыграл главную роль в драматическом сериале «Доверься мне» (2009), который был отменён после первого сезона.

## Личная жизнь
Маккормак женат на Джанет Ли Холден, с которой он познакомился в августе 1997 года. У них есть сын, Финниган Холден Маккормак (род. 1 июля 2002 года в Лос-Анджелесе). Маккормак имеет жилище как в Лос-Анджелесе, так и в Ванкувере. Он стал гражданином США в 1999 году и имеет двойное гражданство.
Актёр участвует во многих благотворительных акциях, в том числе в проекте «Продовольственный ангел» (англ. Project Angel Food). Эрик Маккормак пел американские и канадские национальные гимны на матче всех звёзд НХЛ в 2004 году в Миннесоте. Актёр также является сторонником однополых браков; он принял участие в марше во Фресно (Калифорния) 30 мая 2009 года, но Верховный суд Калифорнии оставил в силе запрет на однополые браки, утверждённые избирателями в ноябре при голосовании «Предложения 8». Запрет был отменен только в июне 2013 года.

## Фильмография
| Год       |    | Русское название                     | Оригинальное название               | Роль                                 |
| --------- | -- | ------------------------------------ | ----------------------------------- | ------------------------------------ |
| 1987      | тф | Много шума из ничего                 | Much Ado About Nothing              | Бальтазар                            |
| 1990—1991 | с  | Телевизионная служба новостей        | E.N.G.                              | имя персонажа неизвестно             |
| 1992      | с  | Улицы Правосудия                     | Street Justice                      | Эрик Ротман                          |
| 1992      | ф  | Затерянный мир                       | The Lost World                      | Эдвард Мэлоун                        |
| 1992      | ф  | Возвращение в затерянный мир         | Return To The Lost World            | Эдвард Мэлоун                        |
| 1992—1993 | с  | Комиссар полиции                     | The Commish                         | Дэнни Нолан/Тед Экелс                |
| 1993      | тф | Страсти-мордасти во второй степени   | Double, Double, Toil and Trouble    | Дон Фармер                           |
| 1994      | тф | Человек, который отказывался умирать | The Man Who Wouldn't Die            | Джек Салливан                        |
| 1996      | с  | Горец                                | Highlander                          | Мэттью Маккормик                     |
| 1996      | с  | Диагноз: Убийство                    | Diagnosis: Murder                   | Бойд Меррик                          |
| 1997      | ф  | Исключение из правил                 | Exception to the Rule               | Тимоти Бэйер                         |
| 1997      | тф | Семья напрокат                       | Borrowed Hearts                     | Сэм Филд                             |
| 1997      | с  | За гранью возможного                 | The Outer Limits                    | Джон Вёрджил                         |
| 1997      | с  | Салон Вероники                       | Veronica’s Closet                   | Гриффин                              |
| 1998      | ф  | Святоша                              | Holy Man                            | Скотт Хоукс                          |
| 1998      | с  | Элли Макбил                          | Ally McBeal                         | Кевин Кеплер                         |
| 1998      | ф  | Фан-клуб                             | Free Enterprise                     | Марк                                 |
| 1998—2006 | с  | Уилл и Грейс                         | Will & Grace                        | Уилл Труман                          |
| 2000      | тф | История Одри Хепбёрн                 | The Audrey Hepburn Story            | Мел Феррер                           |
| 2004      | с  | Мёртвые, как я                       | Dead Like Me                        | Рэй Саммерс                          |
| 2005      | ф  | Сёстры                               | The Sisters                         | Гэри Сокол                           |
| 2008      | с  | Штамм «Андромеда»                    | The Andromeda Strain                | Джек Нэш                             |
| 2008      | мф | Иммигранты                           | Immigrants                          | Влад                                 |
| 2008      | с  | Детектив Монк                        | Monk                                | Джеймс Новак                         |
| 2009      | с  | Доверься мне                         | Trust Me                            | Мэйсон Макгуайр                      |
| 2009      | ф  | Инопланетное вторжение               | Alien Trespass                      | Тед Льюис/Урп                        |
| 2009      | ф  | Мой единственный                     | My One and Only                     | Чарли                                |
| 2009      | с  | Закон и порядок: Специальный корпус  | Law & Order: Special Victims Unit   | Вэнс Шепард                          |
| 2009—2010 | с  | Новые приключения старой Кристин     | The New Adventures of Old Christine | Макс Кершоу                          |
| 2012—2014 | с  | Восприятие                           | Perception                          | Дэниел Пирс                          |
| 2016—2018 | с  | Путешественники                      | Travelers                           | специальный агент ФБР Грант Макларен |
| 2025      | с  | Девять тел в мексиканском морге      | Nine Bodies in a Mexican Morgue     | Кевин                                |

## Награды и номинации
| Год                  | Премия                                | Категория                                                        | Работа       | Результат |
| -------------------- | ------------------------------------- | ---------------------------------------------------------------- | ------------ | --------- |
| 2000                 | Эмми                                  | Лучшая мужская роль в комедийном телесериале                     | Уилл и Грейс | Номинация |
| 2000                 | Золотой глобус                        | Лучшая мужская роль в телевизионном сериале — комедия или мюзикл | Уилл и Грейс | Номинация |
| 2000                 | Премия «Спутник»                      | Лучшая мужская роль в телевизионном сериале — комедия или мюзикл | Уилл и Грейс | Номинация |
| 2000                 | Viewers For Quality Television Awards | Best Actor in a Quality Comedy Series                            | Уилл и Грейс | Номинация |
| 2001                 | Эмми                                  | Лучшая мужская роль в комедийном телесериале                     | Уилл и Грейс | Победа    |
| 2001                 | Золотой глобус                        | Лучшая мужская роль в телевизионном сериале — комедия или мюзикл | Уилл и Грейс | Номинация |
| 2001                 | Премия Гильдии киноактёров США        | Лучший актёрский состав в комедийном сериале                     | Уилл и Грейс | Победа    |
| 2001                 | Teen Choice Award                     | Television Choice Actor                                          | Уилл и Грейс | Номинация |
| 2002                 | Золотой глобус                        | Лучшая мужская роль в телевизионном сериале — комедия или мюзикл | Уилл и Грейс | Номинация |
| 2002                 | Спутниковая награда                   | Лучшая мужская роль в телевизионном сериале — комедия или мюзикл | Уилл и Грейс | Номинация |
| 2002                 | Премия Гильдии киноактёров США        | Лучший актёрский состав в комедийном сериале                     | Уилл и Грейс | Номинация |
| 2003                 | Эмми                                  | Лучшая мужская роль в комедийном телесериале                     | Уилл и Грейс | Номинация |
| 2003                 | Золотой глобус                        | Лучшая мужская роль в телевизионном сериале — комедия или мюзикл | Уилл и Грейс | Номинация |
| 2003                 | Спутниковая награда                   | Лучшая мужская роль в телевизионном сериале — комедия или мюзикл | Уилл и Грейс | Номинация |
| 2003                 | Премия Гильдии киноактёров США        | Лучший актёрский состав в комедийном сериале                     | Уилл и Грейс | Номинация |
| 2004                 | Золотой глобус                        | Лучшая мужская роль в телевизионном сериале — комедия или мюзикл | Уилл и Грейс | Номинация |
| 2004                 | Спутниковая награда                   | Лучшая мужская роль в телевизионном сериале — комедия или мюзикл | Уилл и Грейс | Номинация |
| 2004                 | Премия Гильдии киноактёров США        | Лучший актёрский состав в комедийном сериале                     | Уилл и Грейс | Номинация |
| 2005                 | Эмми                                  | Лучшая мужская роль в комедийном телесериале                     | Уилл и Грейс | Номинация |
| 2005                 | Премия Гильдии киноактёров США        | Лучший актёрский состав в комедийном сериале                     | Уилл и Грейс | Номинация |
| 2018                 | Золотой глобус                        | Лучшая мужская роль в телевизионном сериале — комедия или мюзикл | Уилл и Грейс | Номинация |
| (Источник: IMDb.com) |                                       |                                                                  |              |           |